# El Real de San Vicente
El Real de San Vicente este un oraș din Spania, situat în provincia Toledo din comunitatea autonomă Castilia-La Mancha. Are o populație de 1.050 de locuitori.